# Municipio de Collins (Arkansas)
El municipio de Collins (en inglés: Collins Township) es un municipio ubicado en el condado de Drew en el estado estadounidense de Arkansas. En el año 2010 tenía una población de 235 habitantes y una densidad poblacional de 1,53 personas por km².

## Geografía
El municipio de Collins se encuentra ubicado en las coordenadas 33°29′2″N 91°34′24″O / 33.48389, -91.57333. Según la Oficina del Censo de los Estados Unidos, el municipio tiene una superficie total de 153.52 km², de la cual 149,61 km² corresponden a tierra firme y (2,55 %) 3,91 km² es agua.

## Demografía
Según el censo de 2010, había 235 personas residiendo en el municipio de Collins. La densidad de población era de 1,53 hab./km². De los 235 habitantes, el municipio de Collins estaba compuesto por el 95,32 % blancos, el 2,55 % eran afroamericanos, el 0,85 % eran de otras razas y el 1,28 % eran de una mezcla de razas. Del total de la población el 1,7 % eran hispanos o latinos de cualquier raza.